# Ånnaboda
Ånnaboda este o arie protejată (arie specială de conservare — SAC, sit de importanță comunitară — SCI) din Suedia întinsă pe o suprafață de 47,5 ha, integral pe uscat.

## Localizare
Centrul sitului Ånnaboda este situat la coordonatele 59°19′56″N 14°55′01″E / 59.3321°N 14.9169°E.

## Înființare
Situl Ånnaboda a fost declarat sit de importanță comunitară în iunie 2001 pentru a proteja 1 specie de plante. Situl a fost protejat și ca arie specială de conservare în martie 2011.

## Biodiversitate
Situată în ecoregiunea boreală, aria protejată conține 4 habitate naturale: Cursuri de apă de la nivel de câmpie la nivel montan, cu vegetație Ranunculion fluitantis și Callitricho-Batrachion, Mlaștini turboase de tranziție și turbării mișcătoare, Pante stâncoase silicioase cu vegetație casmofită, Taiga vestică.
La baza desemnării sitului se află o specie protejată de  plante: Dichelyma capillaceum.